# Pişmaniye
Pişmaniye (in bosniaco Ćetenija) è un dolce turco e bosniaco formato da sottili filamenti prodotti mescolando farina tostata nel burro in zucchero filato. A volte è guarnito con pistacchi macinati. Sebbene a volte sia paragonato allo zucchero filato, sia gli ingredienti che il metodo di preparazione sono significativamente diversi.
Fino a poco tempo fa il pişmaniye veniva prodotto in casa nella maggior parte delle regioni della Turchia, ma questa tradizione sta ora rapidamente scomparendo. Oggi il processo di produzione è parzialmente meccanizzato.

## Nomi alternativi
Ci sono molti diversi nomi turchi, usati in diverse province, i più comuni sono tel helva, çekme helva, tel tel, tepme helva e keten helva.

## Origine ed etimologia
Il primo riferimento turco a pişmaniye è una ricetta di Şirvani, un medico che scriveva negli anni Trenta del Quattrocento. La forma persiana pashmak, correlata a paşmīna e paşm, l'origine del nome turco pişmaniye, ricorre nella poesia del poeta iraniano Ebu Ishak, noto anche come Bushak (morto nel 1423 o 1427). "Pashm" in persiano significa lana e "Pashmak" significa lanoso.
Un'altra teoria è che potrebbe essere di origine copta da: "ⲡⲏⲥ: pis": che significa: "mescolare farina con grasso", e "ⲛⲏⲓⲛⲓ: nani o mani": che significa: "miele", un dolce egiziano, conosciuto come "halawat sha'ar حلاوة شعر" significa: "caramella di capelli".